# 比嘉ひとみ
比嘉 ひとみ（ひが ひとみ、1968年1月13日 - ）は、横浜市中区出身の女優。本名同じ。B・C・Gのメンバーでもあった。

## 来歴・人物
祖父が沖縄県出身で、3歳の時まで沖縄県糸満市のひめゆりの塔の近くに住んでいた。その祖父は太平洋戦争前にハワイに移民していたこともあって、ハワイに親戚がたくさんいたという。
当時公表していたサイズは、身長160cm、B80cm、W59cm、H86cm。趣味はドライブ、おしゃべり。特技は歌うこと、料理。ジャズダンスをやっていた

## 出演作品

### テレビ
- TV海賊チャンネル（1986年、NTV）[2]
- ごきげん月曜7時半（1986年、NTV）
- CATCH UP（TBS）リポーター
- オールナイトフジ（CX）- オールナイターズ（シーエックス）として1986年10月〜1988年3月出演[3]
- とんねるずのみなさんのおかげです（1990年、CX）コント「RHYTHM NATION」のマイケル・作三ジャクソンのアシスタント役
- スーパージョッキー（NTV）熱湯コマーシャルコーナー進行担当
- 世界の北野、足立区のたけし（1998年、CX）第14回ゲスト出演

### テレビドラマ
- ねらわれた学園（1987年、CX）
- オレの妹急上昇
- プロゴルファー祈子
- ウエディングベルが聞こえる（1989年、NTV）
- 勝手にしやがれヘイ!ブラザー 第4話（1989年、NTV）
- ママハハ・ブギ（1989年、TBS）
- 愛し方がわからない（1989年、TBS）
- さかなでバーのクリスマス（1989年12月24日、CX）
- 恋のパラダイス（1990年、CX）
- 東京まゆつばCITY（1990年7月14日）
- はりつけ島連続殺人 なんでも屋探偵帖（1990年9月18日、ANB）
- さすらい刑事旅情編III 第1話（1990年10月10日、ANB）
- すてきな片想い 第2話（1990年、CX）
- 冗談じゃないよ! マイホーム（1991年1月26日、TBS）
- 危険な女（1991年2月2日、TBS）
- あなたの知らない世界 不思議な愛の物語「闇からの誘い」（1991年3月30日、NTV）
- 刑事貴族2（1991年）千春役
- ルージュの伝言VOL.13「魔法のくすり」（1991年6月26日）
- 101回目のプロポーズ（1991年、CX）
- なんでも屋探偵帳(2) 花嫁の父の変死（1991年8月27日）
- 戦慄の旋律（1991年10月16日、KTV）
- 真夏の刑事（1992年）
- 世にも奇妙な物語(3)「ラッキー小泉」（1992年7月2日、CX）
- 新空港物語 第4話（1994年、ANB）山村美樹 役
- お見合いの達人（1994年、TBS）谷川圭子 役

### 映画
- 本場ぢょしこうマニュアル 初恋微熱篇（1987年、東映）
- 3-4X10月（1990年、松竹）
- バカヤロー!4 YOU! お前のことだよ - 倉西洋子 役（1991年、松竹）

### ラジオ
- ビックリ・ヤング・ステーション （アール・エフ・ラジオ日本）[1]

## 写真集
- 『Lover―比嘉ひとみ写真集』撮影:渡辺達生（ワニブックス、1991年2月）ISBN 978-4847021756